# Xã Clark, Quận Atchison, Missouri
Xã Clark (tiếng Anh: Clark Township) là một xã thuộc quận Atchison, tiểu bang Missouri, Hoa Kỳ. Năm 2010, dân số của xã này là 895 người.